# 高炉镇
高炉镇，是中华人民共和国安徽省亳州市涡阳县下辖的一个乡镇级行政单位。

## 行政区划
高炉镇下辖以下地区：
四零社区、杨瓦房村、陆杨村、杨大村、代集村、大呼村、邵桥村、赵沃村、杨楼村和大刘村。